# Erika Falgar
Erika Falgar (* 1909 oder 1910; † 30. Juni 1933) wirkte als Operettensängerin und Schauspielerin in Berlin.

## Leben
Illustrierte Zeitungen berichteten im Dezember 1932, die Berliner Theaterdirektoren Alfred und Fritz Rotter hätten Falgar zufällig in einem Ausflugsort bei Basel entdeckt, als sie sie durch ein geöffnetes Fenster singen hörten und die Stimme zunächst für eine Schallplattenaufnahme von Maria Jeritza hielten. Die Rotter-Brüder engagierten die Sängerin, die danach als Ersatz für Gitta Alpár in Hauptrollen mehrerer Operetteninszenierungen an großen Berliner Theatern auftrat. Die Rotter-Bühnen gingen jedoch bereits im Januar 1933 in Konkurs. Falgar trat dann im Dayelma-Ballett in der Scala auf. Am 18. Mai 1933 hatte sie im Theater am Nollendorfplatz Premiere als Prinzessin Marie-Luise, die weibliche Hauptfigur in der Operette Schwarze Husaren von Walter W. Goetze. Die „schöne, scharmante und anmutig singende“ Erika Falgar wurde von der Presse hervorgehoben.
Ihre einzige Arbeit als Filmschauspielerin war 1933 die Rolle der untreuen Ehefrau neben Paul Hörbiger und Heinz Rühmann in der Verwechslungskomödie Heimkehr ins Glück. Erika Falgar starb noch vor der Uraufführung, laut Berliner Morgenpost nach längerer Krankheit im Alter von 23 Jahren.